# Philippe Hersant (compositeur)
Pour les articles homonymes, voir Philippe Hersant et Hersant (homonymie).
Pour l’article ayant un titre homophone, voir Philippe Hersent.
 (février 2019).
Si vous disposez d'ouvrages ou d'articles de référence ou si vous connaissez des sites web de qualité traitant du thème abordé ici, merci de compléter l'article en donnant les références utiles à sa vérifiabilité et en les liant à la section « Notes et références ».
Philippe Hersant, né le 21 juin 1948 à Rome, est un compositeur français.

## Biographie

### Jeunesse et formation
Philippe Hersant naît le 21 juin 1948 à Rome, où il passe ses premières années.
Il est licencié en lettres modernes de l'université Paris-Nanterre. En parallèle, il suit au Conservatoire de musique de Paris les classes d'harmonie de Georges Hugon, de contrepoint d'Alain Weber et de composition d'André Jolivet. Il y remporte un prix d'écriture.

### Carrière musicale
En 1970, il est boursier pendant deux ans à la Casa de Velázquez à Madrid. À son retour à Paris il entre au département de musicologie de l'université Paris-Sorbonne comme enseignant et commence sa collaboration à France Musique, présentant des concerts et proposant des émissions. Aucune des pièces écrites pendant cette période ne figure dans son catalogue 
En 1978, il entre à l'Académie de France à Rome et compose son opus 1, Stances, pour orchestre. Il remporte le Prix Georges Enesco en 1982.
Il compose l'opéra de chambre Les Visites espacées (créé au Festival d'Avignon en juillet 1983) et qui connait un certain retentissement[réf. nécessaire]. Suivront essentiellement des œuvres orchestrales : Spirales, Méandres pour violon et orchestre, Aztlan et la Missa brevis pour 12 voix et orchestre (récompensée par la Tribune Internationale de l'UNESCO en 1991).
À partir de 1985, il est attiré par la musique de chambre. Radio France lui commande un quatuor à cordes, créé par le Quatuor Talich. Cette pièce remporte le Prix de la meilleure création contemporaine décerné par la SACEM et est nommée aux Victoires de la musique classique. 
Par la suite, entre 1985 et 1992 il écrit un second quatuor à cordes (Nachtgesang, « Chant nocturne »), un concerto pour violoncelle et orchestre de chambre (Prix Arthur Honegger 1994), un sextuor et diverses pièces solistes (Hopi pour basson, Pavane pour alto, Melancholia pour contrebasse).
Il reçoit le grand prix musical de la Ville de Paris en 1990, puis en 1991 le prix des compositeurs de la SACEM. En 1993, il remporte le prix Nouveaux talents de la SACD.
Son opéra Le Château des Carpathes (sur un livret tiré du roman Le Château des Carpathes de Jules Verne) est d'abord créé dans une version orchestrale au Festival de Montpellier en 1992, puis en octobre 1993, à l'Opéra-Comédie de Montpellier, dans une mise en scène d'André Wilms et un décor de Nicky Rieti.
Philippe Hersant écrit à cette époque pour la voix — ainsi le cycle de mélodies sur des poèmes d'Hölderlin Lebenslauf (« Le cours de la vie ») en 1992, L'Infinito (1993) pour 12 voix mixtes a cappella, sur un poème de Leopardi et Aus tiefer Not (Psaume CXXX) (1994) pour 12 voix, viole de gambe et orgue — ainsi que des miniatures où transparaissent ses recherches sur le timbre des instruments et les nouvelles techniques de jeu — 8 pièces pour basson et ensemble instrumental, 8 duos pour alto et basson, 11 caprices pour 2 violons, 5 miniatures pour flûte alto, Chants du Sud, pour violon
Il remporte le prix Maurice-Ravel en 1996.
En septembre 1998 compositeur en résidence auprès de l'Orchestre national de Lyon, pour deux saisons.
En 2001, il remporte le grand prix musical de la Fondation Simone et Cino del Duca décerné par l’Académie des beaux-arts.
En 2002, Radio France lui commande plusieurs œuvres : une version de concert du Château des Carpathes, d'après Jules Verne, créé au Festival de Radio France et de Montpellier sous la direction de David Robertson, ainsi qu'un Trio pour violon, violoncelle et piano créé par Alice Ader, Christophe Poiget et Isabelle Veyrier.
En 2005, il remporte sa première Victoires de la musique classique en tant que meilleur compositeur.
En 2008, alors qu'il est compositeur en résidence auprès de l'Orchestre de Bretagne pour trois saisons, il remporte le Grand Prix de la Musique Symphonique décerné par la SACEM. Entre 2008 et 2009, il est nommé président de la Commission Musique à la SACD.
Depuis 2013, il est membre d'honneur de l'association des Amis de Maurice Ravel
Le 17 mai 2015 à Abbeville est créée une commande de Radio France et du CMBV, Le Cantique des 3 enfants dans la fournaise sur le poème d'Antoine Godeau, oeuvre miroir de La Messe à 4 chœurs H.4 de Marc-Antoine Charpentier comportant des effectifs instrumentaux et vocaux identiques. L'enregistrement de ces deux œuvres financées avec l'aide de donateurs dont la Société Marc-Antoine Charpentier et la société Getraline a été réalisé en 2019 avec une sortie prévue en septembre 2021.
Il écrit et fait créer un opéra en 2021 à l'Opéra-Comique de Paris, sur un livret adapté par l'écrivain de son propre roman de 2010, Des éclairs : Les Éclairs, sous la direction de Ariane Matiakh.

### Théâtre
Philippe Hersant travaille également pour le théâtre. Ainsi, avec le tandem Jean Jourdheuil et Jean-François Peyret, il travaille à Paysage sous surveillance, La Route des chars de Heiner Müller, Lucrèce : De la nature des choses. Cette collaboration présentera au Festival d'Avignon 1991 Landschaft mit Argonauten (« Paysage avec argonautes »), partition pour 12 voix mixtes et 8 trombones, récompensée en 1995 par la Tribune Internationale de l'UNESCO en 1991.

### Cinéma
- 1987 : Les Montagnes de la Lune de Paulo Rocha
- 1990 : La Ville Louvre de Nicolas Philibert
- 1996 : Un animal, des animaux de Nicolas Philibert
- 2002 : Être et avoir de Nicolas Philibert

## À propos de son œuvre
D'abord tourné vers l'écriture orchestrale, il écrit pour formations de musique de chambre à partir de 1985, puis se tourne vers la voix.
Son œuvre révèle son attirance pour la littérature, la poésie et le théâtre, s'inspirant de textes de Georg Trakl, d'Arthur Rimbaud, de Charles Baudelaire, d'Emily Brontë… Il travaille également pour le cinéma, collaborant régulièrement avec Nicolas Philibert, notamment pour Être et avoir.
Sa musique est en grande partie consonante, la dissonance magnifiant la consonance. Il intègre le langage de toute l'histoire de la musique, assumant un aspect « référentiel » de sa musique, intégrant souvent des fragments empruntés par exemple à Bach ou Liszt. Il cherche « un équilibre entre une grande liberté et une certaine évidence formelle ».

## Récompenses
Prix de la SACEM
- 1982 : Prix de composition « Georges Enesco »
- 1985 : Prix de la meilleure création contemporaine pour son premier Quatuor
- 1991 : Prix des compositeurs
- 1998 : Grand prix de la musique de la SACEM
- 2008 : Grand prix de la musique symphonique

Prix de la SACD
- 1993 : Prix nouveaux talents

Distinctions par la Tribune internationale de l'UNESCO
- 1991 : Missa brevis
- 1995 : Landschaft mit Argonauten

Autres prix
- 1990 : Grand prix musical de la Ville de Paris
- 1994 : Prix « Arthur Honegger » pour son premier Concerto pour violoncelle
- 1994 : Prix du Syndicat de la critique musicale et dramatique
- 1996 : Prix « Maurice Ravel »
- 2001 : Grand prix musical de la Fondation Simone et Cino del Duca décerné par l’Académie des beaux-arts
- 2005, 2010 et 2016 : compositeur de l'année aux Victoires de la musique classique
- 2012 : Grand prix lycéen des compositeurs
- 2019: Choc de Classica (mars 2022), pour l’enregistrement du Cantique des trois enfants dans la fournaise (Radio France)

Décorations
- Chevalier de la Légion d'honneur (2007)[8]
- Commandeur de l'ordre des Arts et des Lettres

## Documentaires
- Entre les Lignes, film français de François Gauducheau (2009) 52 min